# Ivan Alexandrovič Gončarov
Ivan Alexandrovič Gončarov (rusky Иван Александрович Гончаров; 6. červnajul./ 18. června 1812greg. Simbirsk – 15. záříjul./ 27. září 1891greg. Sankt Petěrburg) byl ruský spisovatel, literární kritik, překladatel. Počátky jeho tvory jsou spojeny s tzv. naturální školou, postupně však její rámec přerostl a stal se představitelem kritického realismu 19. století.

## Život
Narodil se v rodině bohatého kupce. V letech 1822-30 studoval Obchodní akademii v Moskvě. V roce 1834 absolvoval Filozofickou fakultu Moskevské univerzity. Věnoval se překladům, literární kritice a vykonával funkci cenzora. V roce 1847 vyšel jeho první román Všední příběh, v roce 1859 román Oblomov, který dopisoval na léčebném pobytu v Mariánských Lázních a v roce 1869 vyšel román Strž. Ve funkci tajemníka námořní výzkumné výpravy kolem světa 1852-1854 nasbíral hodně podnětů, které shrnul v cestopise Fregata Pallada.

## Díla
Romány:
- Všední příběh (Обыкновенная история, Obyknovennaja istorija, 1847) - autorův první román, realistické zobrazení společenských typů (praktik × snílek) vytváří nadčasové podobenství
- Fregata Pallada (1858) - cestopis
- Oblomov (Обломов, Oblomov, 1859) - hlavní postavou je statkář Oblomov, který se stává pasivním a netečným člověkem, nezachrání ho ani láska k dívce Olze. Z hlavního hrdiny se stal literární typ, případ tzv. zbytečného člověka a soubor vlastností, které ho charakterizují se ujal pod názvem oblomovština.
- Strž (Обрыв, Obryv, 1869)

Hrdinou Strže je šlechtic Rajskij, člověk inteligentní a umělecky nadaný, který však nedokáže žádný svůj projekt dovést do konce. Rozčarován petrohradskou společností, odjíždí k příbuzným na venkov, kde poznává tři podoby ženství, symbolizující tři možnosti dalšího vývoje Ruska: babička je přísná, ale spravedlivá a ušlechtilá aristokratka, staromódní, ale velmi schopná statkářka. Sestřenice Marfinka je dobrosrdečná, poddajná a prostoduchá hospodyně, která je šťastná ve svém jednoduchém venkovském životě. Její sestra Věra je romantická a hrdá intelektuálka, která prožije tragické milostné vzplanutí k místnímu anarchistovi Volochovovi. Strž, ve které se spolu scházejí, symbolizuje temné síly, které ohrožují tradiční pořádek.

## Literatura

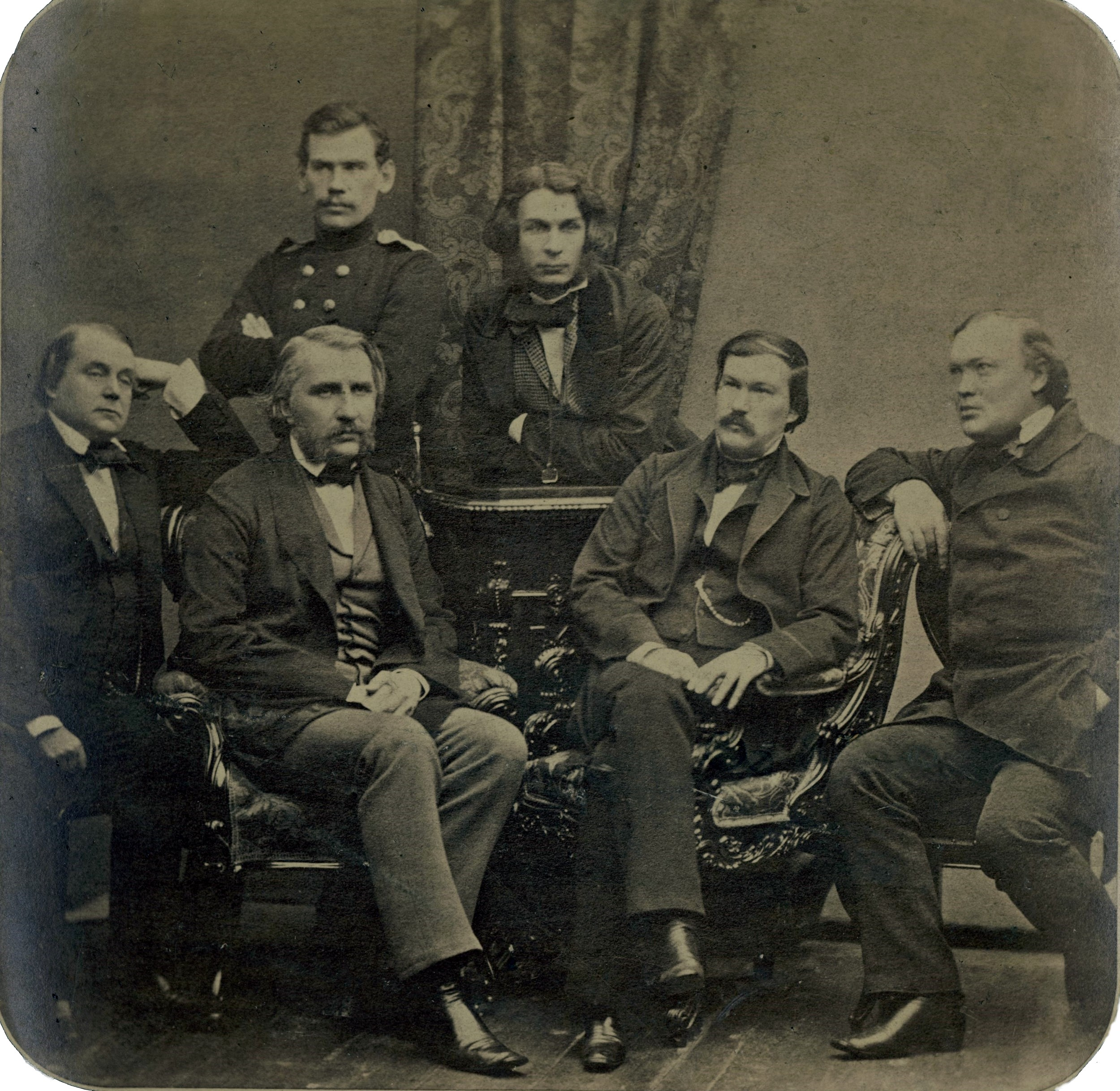
Sergej Lvovič Levickij: skupinový portrét ruských spisovatelů časopisu Современник (Současník) I. Gončarov I. Turgeněv, L. N. Tolstoj, Dmitrij Grigorovič, Alexandr Vasiljevič Družinin a Alexander Ostrovskij

## Fotogalerie

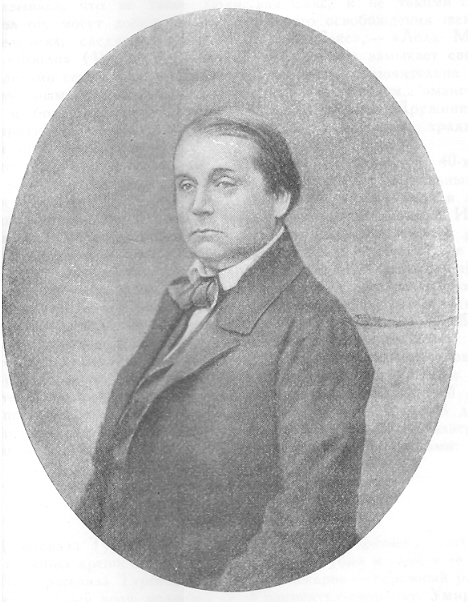
Ivan Alexandrovič Gončarov (1856)
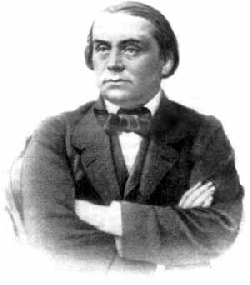
Ivan Alexandrovič Gončarov
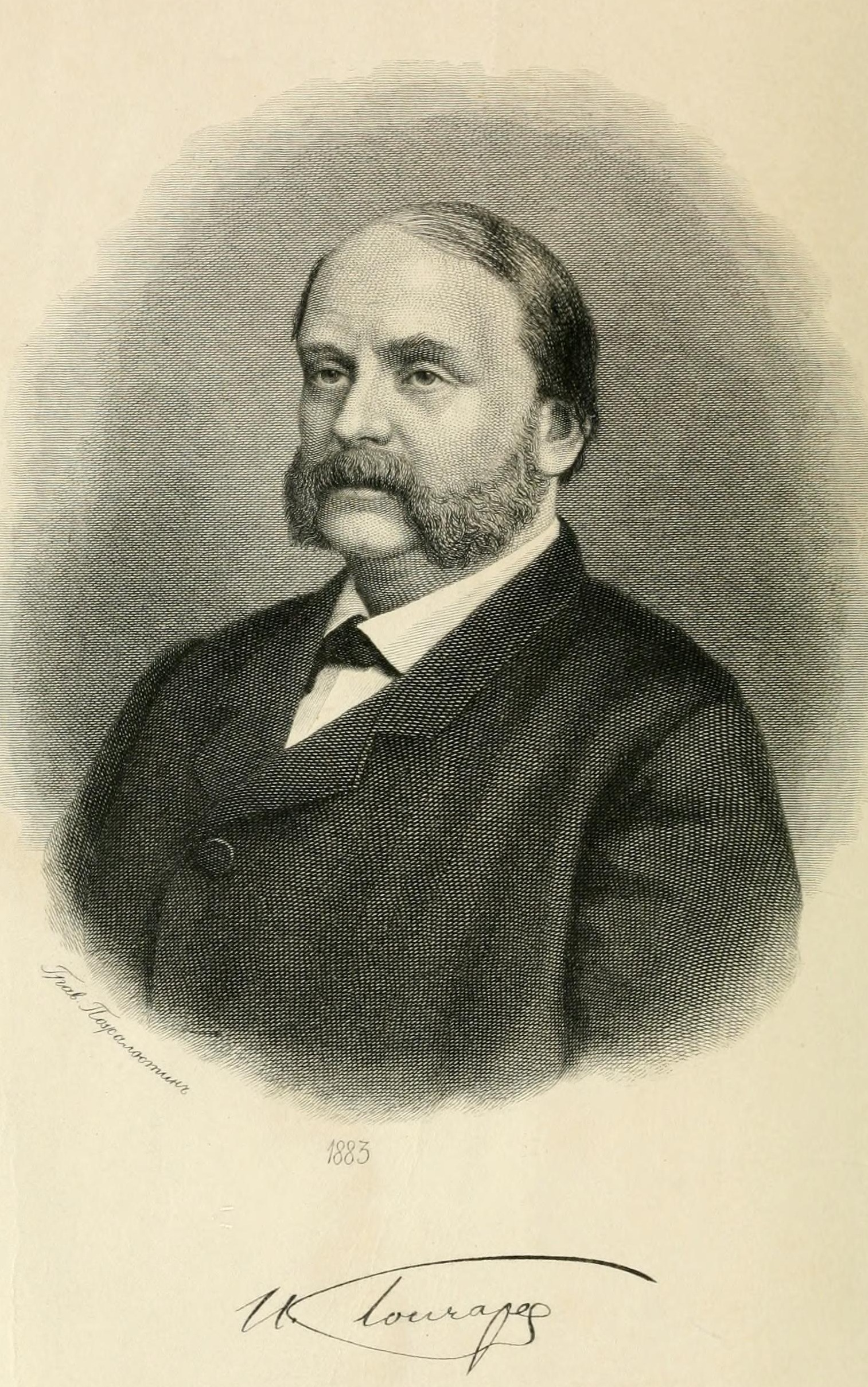
Ivan Alexandrovič Gončarov (1883)
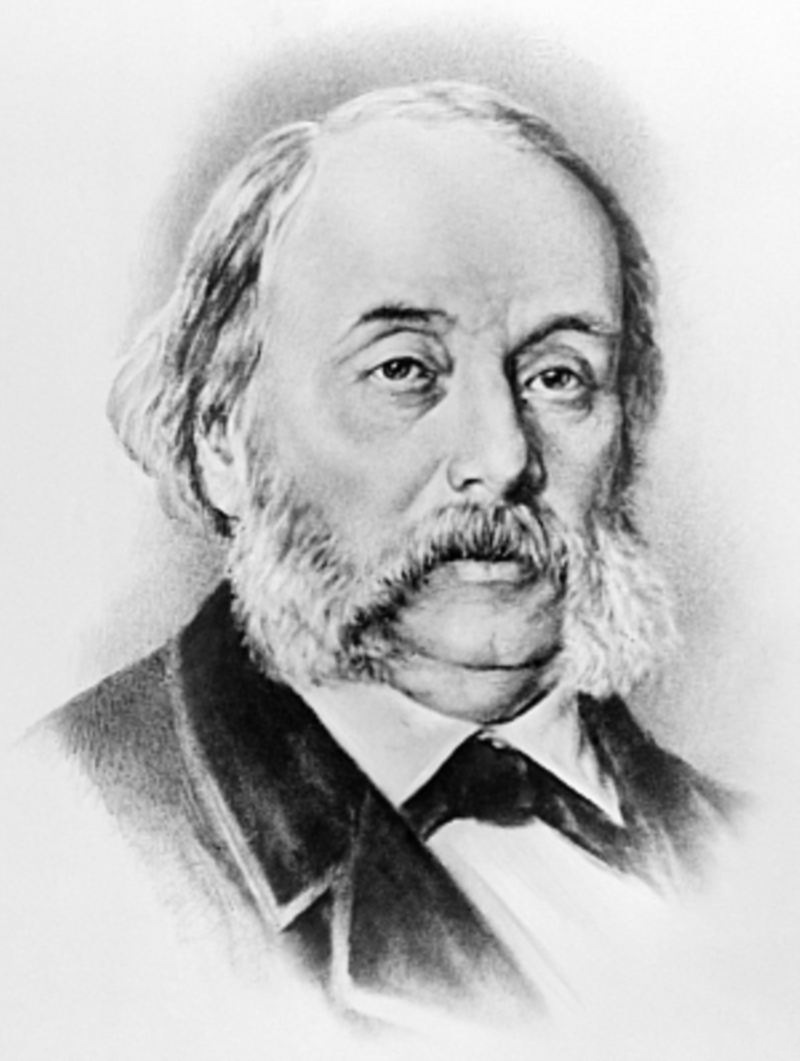
Ivan Alexandrovič Gončarov
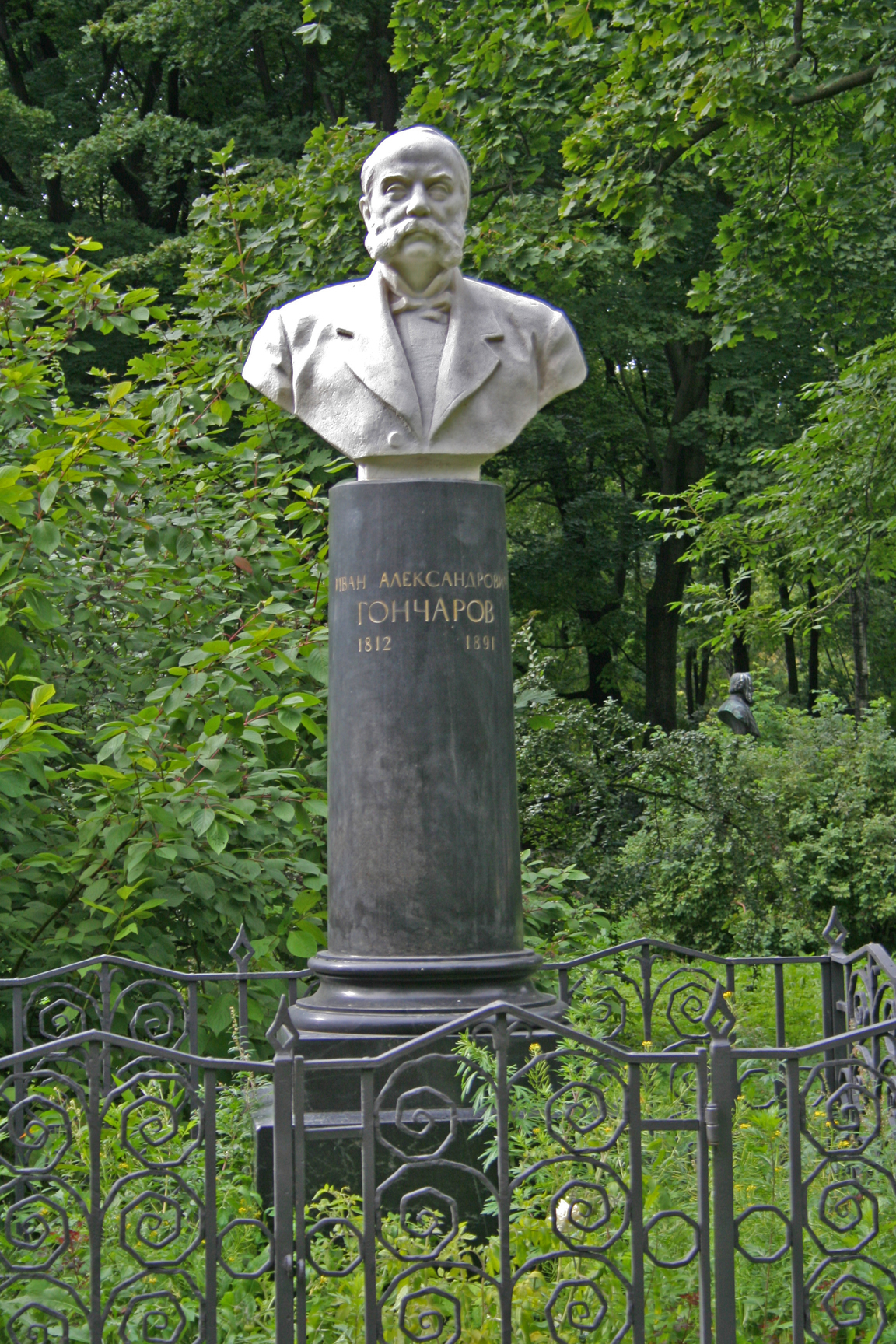
Jeho hrob v Petrohradě (Volkovský hřbitov)

### Online dostupná díla
- GONČAROV, Ivan Aleksandrovič. Strž: román o pěti dílech. Překlad Stanislav Minařík. Praha: Stanislav Minařík, 1927. 456, 534 s. Dostupné online.
- GONČAROV, Ivan Aleksandrovič. Obyčejná historie. Překlad Stanislav Minařík. Praha: Stanislav Minařík, 1926. 405 s. Dostupné online.
- GONČAROV, Ivan Aleksandrovič. Fregata Pallada : cestovní obrázky. Překlad Stanislav Minařík. Praha: Stanislav Minařík, 1927. 410 s. Dostupné online.